# 35.ª Avenida Suroeste
La 35.ª Avenida Suroeste (Trigesimoquinta Avenida Suroeste) es una de las principales avenidas del lado occidental de la ciudad de Managua, Nicaragua. Sirve como una arteria urbana que conecta varios barrios residenciales y servicios institucionales.

## Trazado
La avenida inicia en la Calle Central dentro del Francisco Morazán, cruzando hacia el sur la Pista Las Brisas en las inmediaciones del Rubén Darío. Luego continúa atravesando la Calle 4 de Noviembre en el Reparto España hasta culminar en la NIC-2, justo frente al Hospital Psiquiátrico Nacional, en el área conocida como el Sector Este de la Laguna de Asososca.

## Intersecciones principales
- Calle Central – Zona de entrada en Francisco Morazán
- Pista Las Brisas – Conexión clave en Rubén Darío
- Calle 4 de Noviembre (Managua) – Cruce en Reparto España
- NIC-2 – Conexión con vía nacional frente al Hospital Psiquiátrico

## Barrios que atraviesa
- Francisco Morazán (Managua)
- Rubén Darío (Managua)
- Reparto España (Managua)
- Sector Este Laguna de Asososca

## Importancia
Aunque no es una vía principal de tránsito pesado, la 35ª Avenida Suroeste desempeña un rol esencial como conector entre barrios del suroeste de Managua y rutas mayores como la Carretera Sur y la NIC-2. También facilita el acceso a la zona universitaria de Linda Vista, centros de salud y comercios locales.